# Выборы в Думу Ставропольского края (2016)
Выборы депутатов Думы Ставропольского края шестого созыва состоялись в Ставропольском крае 18 сентября 2016 года в единый день голосования, одновременно с выборами в Государственную думу РФ. Выборы проходили по смешанной избирательной системе: из 50 депутатов 25 избирались по партийным спискам (пропорциональная система), остальные 25 — по одномандатным округам (мажоритарная система). Для попадания в краевую думу по пропорциональной системе партиям необходимо преодолеть 5%-й барьер. Срок полномочий депутатов — пять лет.
На 1 июля 2016 года в крае было зарегистрировано 1 946 766 избирателей. Явка составила 41,6 %.

## Ключевые даты
- 16 июня краевая дума назначила выборы на 18 сентября 2016 года (единый день голосования).[2]
  - 17 июня постановление о назначении выборов было опубликовано в СМИ.[2]
- 17 июня Избирательная комиссия Ставропольского края утвердила календарный план мероприятий по подготовке и проведению выборов.[2]
- с 18 июня по 18 июля — период выдвижения кандидатов и списков.[2]
  - агитационный период начинается со дня выдвижения и заканчивается и прекращается за одни сутки до дня голосования.[2]
- по 3 августа — период представления документов для регистрации кандидатов и списков.[2]
- с 20 августа по 16 сентября — период агитации в СМИ.[2]
- 17 сентября — день тишины.[2]
- 18 сентября — день голосования.

## Организация выборов
Организацией и проведением выборов занималась избирательная комиссия Ставропольского края (председатель Евгений Демьянов, назначен ЦИК России 1 октября 2010 года), 25 территориальных избирательных комиссий, на которые возложены полномочия окружных избирательных комиссий, и 1287 участковых избирательных комиссий. Общее количество избирательных участков – 1287.

## Регистрация кандидатов
Для регистрации кандидата, списка кандидатов требуется поддержка выдвижения избирателями, которой считаются успешные результаты партии на последних выборах в Госдуму (список получил более 3 % голосов), на последних выборах в региональный парламент (список получил более 3 % голосов), на последних выборах в представительные органы муниципальных образований региона (избран кандидат по списку в одном муниципалитете либо списки партии получили в сумме более 0,5 % голосов избирателей региона) либо подписи избирателей.
Остальным партиям для регистрации списков кандидатов необходимо собрать подписи избирателей в количестве 0,5%. Для регистрации кандидата, выдвинутого по одномандатному избирательному округу, необходимо собрать подписи избирателей в количестве 3%.
Без сбора подписей избирателей избиркомом было допущено к выборам 5 политических партий: «Единая Россия», «КПРФ», ЛДПР, «Справедливая Россия», «Яблоко».

### Кандидаты по партийным спискам
По единому округу партии выдвигали списки кандидатов. Для регистрации выдвигаемого списка партиям требовалось собрать от 9755 до 10 730 подписи избирателей (0,5 % от числа избирателей).
| 1 | ЛДПР                | Владимир Жириновский • Илья Дроздов • Юлия Жидкова         | 25 | 44 | зарегистрирован без сбора подписей                                     |
| 2 | Зелёные             | Георгий Дзасохов • Ольга Григорьева • Виктор Ильинов       | 25 | 42 | зарегистрирован                                                        |
| 3 | КПРФ                | Виктор Гончаров • Виктор Лозовой • Иван Богачев            | 25 | 75 | зарегистрирован без сбора подписей                                     |
| 4 | Яблоко              | Артемий Захаренков • Виталий Зубенко • Алексей Курсиш      | 13 | 16 | зарегистрирован без сбора подписей                                     |
| 5 | Единая Россия       | Владимир Владимиров • Александр Горбунов • Анатолий Жданов | 15 | 44 | зарегистрирован без сбора подписей                                     |
| 6 | Справедливая Россия | Александр Кузьмин • Кирилл Кузьмин • Константин Богатиков  | 25 | 73 | зарегистрирован без сбора подписей                                     |
| — | Родина              | Михаил Середенко • Михаил Серков • Владимир Назаренко      | 21 | 43 | отказано в регистрации (недостаточное количество достоверных подписей) |
| — | Партия Роста        | Борис Титов • Николай Сасин • Татьяна Собко                | 15 | 19 | отказано в регистрации (выявлено более 10 % недостоверных подписей)    |
| *Региональная группа соответствует одному или нескольким одномандатным округам и должна включать от 1 до 3 кандидатов. Региональных групп должно быть от 13 до 25. |                     |                                                            |    |    |                                                                        |
| **Без учёта выбывших кандидатов. Общее число кандидатов не должно превышать 78 человек.                                                                            |                     |                                                            |    |    |                                                                        |

### Кандидаты по округам
Ставропольский край разделён на 25 избирательных округов. Схема одномандатных избирательных округов была разработана избирательной комиссией и принята думой Ставропольского края в декабре 2015 года сроком на 10 лет. По 25 одномандатным округам кандидаты выдвигались как партиями, так и путём самовыдвижения. Кандидатам требовалось собрать 3 % подписей от числа избирателей соответствующего одномандатного округа.
| №  | Состав                                                                        | Избирателей | Депутат 5 созыва (2011—2016)  | Кандидаты |
| -- | ----------------------------------------------------------------------------- | ----------- | ----------------------------- | --- |
| 1  | Новоселицкий район, частично Александровский район, Георгиевский район        | 71 931      | Бондаренко Е. В. (ЕР)         | Бобров А. В. (СР) Дорошенко В. А. (КПРФ) Надеин В. В. (ЕР)                                                                          |
| 2  | Благодарненский район, частично Александровский район                         | 70 711      | Новиков С. В. (ЕР)            | Лысенко П. Н. (ПР) Туманов В. А. (СР) Калиниченко В. Н. (само.) Назаренко А. Н. (само.) Кирдяшев Ю. А. (КПРФ) Карандин С. В. (ЛДПР) |
| 3  | частично Будённовский район                                                   | 74 555      | Ягубов Г. В. (ЕР)             | |
| 4  | город Георгиевск, частично Георгиевский район                                 | 70 976      | Назаренко В. Н. (ЕР)          | |
| 5  | город-курорт Ессентуки, частично Предгорный район                             | 70 658      | Ивахник Ю. Н. (ЕР)            | |
| 6  | город-курорт Железноводск, Андроповский район, частично Минераловодский район | 76 743      | Николаев И. О. (ЕР)           | |
| 7  | Изобильненский район                                                          | 74 680      | Завгороднев А. В. (ЕР)        | |
| 8  | Ипатовский район, Труновский район                                            | 75 253      | Ищенко А. Н. (ЕР)             | |
| 9  | Кировский район, Курский район                                                | 83 416      | Бондарев В. П. (ЕР)           | |
| 10 | город-курорт Кисловодск                                                       | 73 583      | Калугин В. В. (ЕР)            | |
| 11 | Кочубеевский район, частично город Невинномысск, Шпаковский район             | 83 390      | Белый Ю. В. (ЕР)              | |
| 12 | частично город Ставрополь, Шпаковский район                                   | 92 951      | Кузьмин М. В. (ЕР)            | |
| 13 | частично Минераловодский район                                                | 83 901      | Ширинов А. Ш. (ЕР)            | |
| 14 | частично город Невинномысск                                                   | 83 898      | Гурьянов В. М. (ЕР)           | |
| 15 | Левокумский район, Нефтекумский район                                         | 72 421      | Киц И. И. (ЕР)                | |
| 16 | Красногвардейский район, Новоалександровский район                            | 77 535      | Машкин В. И. (ЕР) † 1.03.2016 | |
| 17 | частично город Ставрополь                                                     | 85 627      | Судавцов Д. Н. (ЕР)           | |
| 18 | Грачёвский район, Петровский район                                            | 84 193      | Трухачёв В. И. (ЕР)           | |
| 19 | частично Предгорный район                                                     | 78 789      | Афанасов В. М. (ЕР)           | |
| 20 | частично город Ставрополь                                                     | 84 692      | Богданов Т. В. (ЕР)           | |
| 21 | частично город-курорт Пятигорск                                               | 71 223      | Аргашоков В. Г. (ЕР)          | |
| 22 | город Лермонтов, частично город-курорт Пятигорск                              | 81 678      | Шарабок А. Д. (ЕР)            | |
| 23 | Советский район, Степновский район, частично Будённовский район               | 74 488      | Данилов В. В. (ЕР)            | |
| 24 | Апанасенковский район, Арзгирский район, Туркменский район                    | 63 794      | Андрющенко И. В. (ЕР)         | |
| 25 | частично город Ставрополь, Шпаковский район                                   | 92 882      | Чурсинов С. К. (ЕР)           | |

| Партия | Партия                                          | Кандидатов |
| ------ | ----------------------------------------------- | ---------- |
|        | Единая Россия                                   | 23         |
|        | Коммунистическая партия Российской Федерации    | 21         |
|        | ЛДПР — Либерально-демократическая партия России | 22         |
|        | Партия Роста                                    | 3          |
|        | Справедливая Россия                             | 24         |
|        | Яблоко                                          | 4          |
|        | Самовыдвижение                                  | 12         |
| Всего  | Всего                                           | 109        |

## Результаты
| Место                      | Место                      | Партия                     | по краевым спискам | по краевым спискам | по краевым спискам | по одно- мандатным округам | всего         | всего |
| Место                      | Место                      | Партия                     | Голоса             | %                  | Получено мест      | Получено мест              | Получено мест | %     |
| -------------------------- | -------------------------- | -------------------------- | ------------------ | ------------------ | ------------------ | -------------------------- | ------------- | ----- |
|                            | 1.                         | «Единая Россия»            | 432 090            | 53,07 %            | 16                 | 23                         | 39            | 78 %  |
|                            | 2.                         | ЛДПР                       | 144 314            | 17,72 %            | 4                  | 0                          | 4             | 8 %   |
|                            | 3.                         | КПРФ                       | 127 709            | 15,69 %            | 4                  | 0                          | 4             | 8 %   |
|                            | 4.                         | «Справедливая Россия»      | 50 365             | 6,19 %             | 1                  | 0                          | 1             | 2 %   |
|                            |                            |                            |                    |                    |                    |                            |               |       |
|                            | 5.                         | «Зелёные»                  | 15 529             | 1,91 %             | 0                  | —                          | 0             | 0 %   |
|                            | 6.                         | «Яблоко»                   | 12 868             | 1,58 %             | 0                  | 0                          | 0             | 0 %   |
|                            |                            | Партия Роста               | —                  | —                  | —                  | 0                          | 0             | 0 %   |
|                            |                            | Самовыдвижение             | —                  | —                  | —                  | 2                          | 2             | 4 %   |
| Недействительные бюллетени | Недействительные бюллетени | Недействительные бюллетени | 31 325             | 3,85 %             |                    |                            |               |       |
| Всего                      | Всего                      | Всего                      | 814 200            | 100 %              | 25                 | 25                         | 50            | 100 % |